# Claudio Giunta
Claudio Giunta (Torino, 7 aprile 1971) è uno storico della letteratura, filologo e saggista italiano.

## Biografia
Ha studiato alla Scuola Normale Superiore e all'Università di Pisa, dove si è laureato nel 1994 (relatore Marco Santagata). Già F. Yates Fellow al Warburg Institute (2003), dal 2002 al 2024 ha insegnato letteratura italiana presso l'Università di Trento, mentre dall'ottobre 2024 insegna presso l'Università degli Studi di Torino. Autore di diverse monografie e di articoli su quotidiani e riviste culturali, ha curato l'edizione delle Rime di Dante Alighieri, per I Meridiani. Specialista di letteratura medievale, negli ultimi anni si è dedicato specialmente alla storia della cultura italiana del Secondo Novecento (suo il primo libro su Tommaso Labranca). Nel 2015 ha debuttato nella giallistica, con Mar Bianco.

## Opere principali
- La poesia italiana nell'età di Dante. La linea Bonagiunta-Guinizzelli, Bologna, Il Mulino, 1998
- Due saggi sulla tenzone, Roma-Padova, Antenore, 2002
- Versi a un destinatario. Saggio sulla poesia italiana del Medioevo, Bologna, Il Mulino, 2002
- Codici. Saggi sulla poesia del Medioevo, Bologna, Il Mulino, 2005
- L'assedio del presente. Sulla rivoluzione culturale in corso, Bologna, Il Mulino, 2008
- Il paese più stupido del mondo, Bologna, Il Mulino, 2010
- Come si diventa "Michelangelo". Il mercato dell'arte, la retorica, l'Italia, Roma, Donzelli, 2011
- Una sterminata domenica. Saggi sul paese che amo, Bologna, Il Mulino, 2013
- Tutta la solitudine che meritate - Viaggio in Islanda, Verona, Quodlibet, 2014
- Essere #matteorenzi, Bologna, Il Mulino, 2015
- Mar Bianco, Milano, Mondadori, 2015
- Come non scrivere: Consigli ed esempi da seguire, trappole e scemenze da evitare quando si scrive in italiano, Torino, UTET, 2018
- Le alternative non esistono. La vita e le opere di Tommaso Labranca, collana Saggi, Bologna, Il Mulino, 2020, ISBN 978-88-15-28646-8.
- Ma se io volessi diventare una fascista intelligente? L'educazione civica, la scuola, l'Italia, Milano, Rizzoli, 2021